# Grado Réaumur

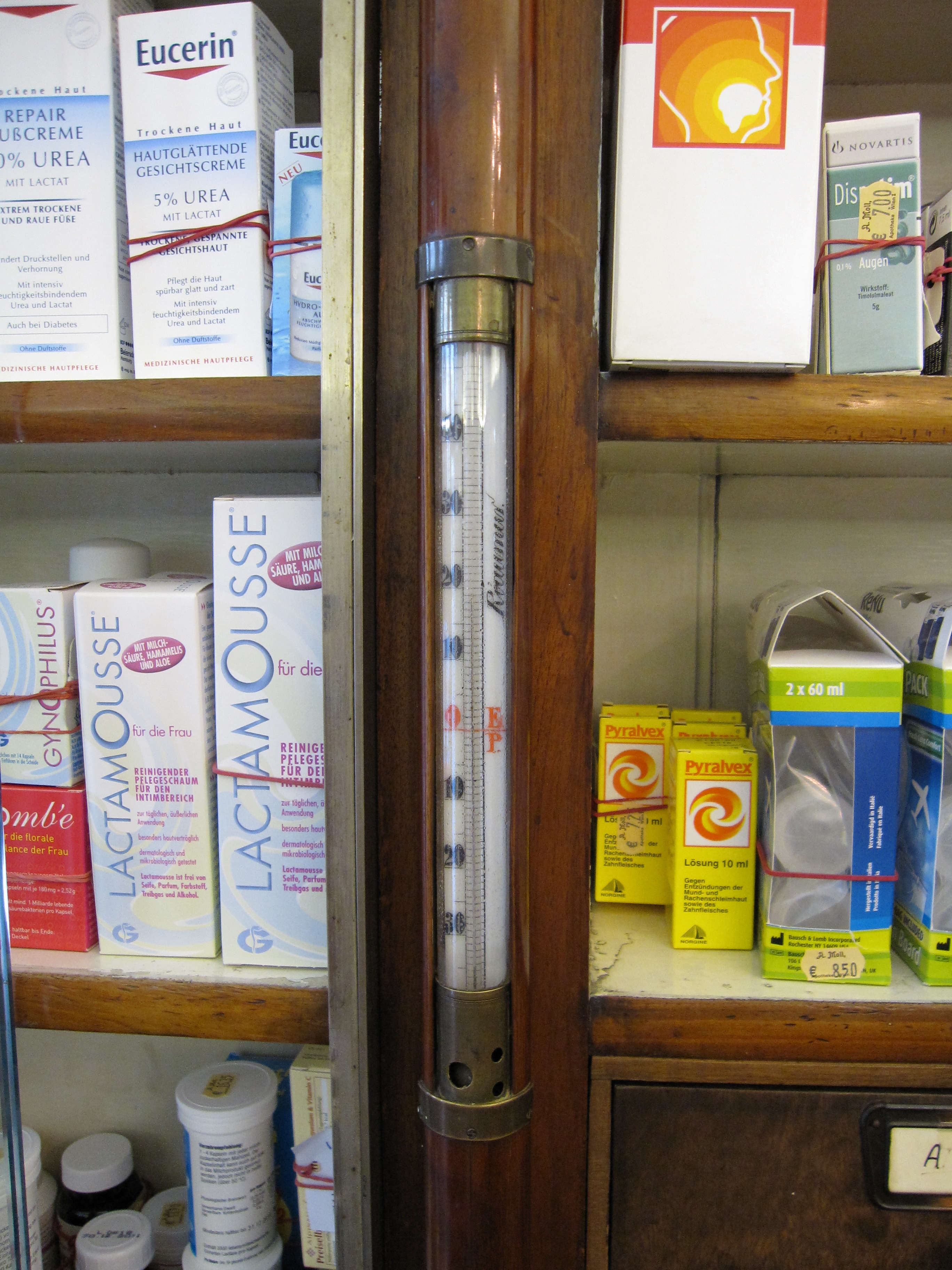
Termómetro antiguo en una farmacia de Viena que indica la temperatura ambiente en grados Réaumur.

El grado Réaumur (°Ré, °Re) es una unidad de temperatura en desuso. Nombrada en honor de René Antoine Ferchault de Réaumur (1683-1757) que la propuso como unidad en 1731.
Un valor de 0° Réaumur corresponde al punto de congelación del agua y 80° Réaumur al punto de ebullición del agua.
Hacia 1730, Réaumur estudió la dilatación del termómetro de alcohol entre el hielo fundente y el agua hirviendo, y descubrió que un volumen de alcohol de 1000 partes pasaba a 1080, por lo que, tomando como fijos estos dos puntos, dividió su escala en 80 partes.
Por ende, a diferencia de las escalas de Celsius o Kelvin, la graduación de este intervalo corresponde a 80° en la regla de Réaumur. Se asemeja a la escala de grados Celsius en cuanto a que 0° Celsius equivale a 0° Réaumur.
Este sistema de temperatura se utiliza en ocasiones para medir la temperatura de los almíbares y los caramelos.
Las conversiones son las siguientes:

- De grado Réaumur a grado Celsius es: {\displaystyle C=1.25\times R}
- De grado Réaumur a Kelvin es: {\displaystyle K=1.25\times R+273.15\,}
- Relación Celsius, Kelvin, Fahrenheit, Réaumur: {\displaystyle C/5=(F-32)/9=(K-273.15)/5=R/4}

El grado Réaumur se usaba ampliamente en Europa, particularmente en Francia, Alemania y Rusia (se cita en las obras de Dostoyevski, en algún cuento de Antón Chejov, así como en Madame Bovary de Gustave Flaubert y en La Montaña Mágica, de Thomas Mann y en un artículo periodístico de Pedro Antonio de Alarcón), pero finalmente fue reemplazado por el grado Celsius.

## Cambio en escala
Su rango es 0 a 80 grados. El termómetro de Réaumur contiene alcohol (etanol) diluido y se construyó bajo el principio de utilizar 0° para la temperatura de fusión del agua, y graduando el tubo en grados, cada cual era un ciento del volumen contenido por el bulbo y tubo arriba de la marca cero. Sugirió que la concentración de alcohol empleada sea tal que comenzara a hervir a 80 °Ré (esto es, cuando se ha expandido en volumen un 8 %. Escogió alcohol en lugar de mercurio, ya que se expande más visiblemente, pero esto tiene problemas: los termómetros originales eran muy voluminosos, y el bajo punto de ebullición del alcohol los hacía no adaptables para varias aplicaciones. Los fabricantes de instrumentos, generalmente, escogían líquidos diferentes, y entonces utilizaban 80 °Ré para expresar el punto de ebullición del agua, causando mucha confusión. Durante 1772, Jean-André Deluc estudió varias sustancias entonces utilizadas en termómetros y concluyó que los termómetros de mercurio eran los mejores para usos prácticos. Por ejemplo, si dos cantidades iguales de agua a «x» e «y» grados se mezclaban, la temperatura del resultado sería el promedio de «x» e «y» grados, y esta relación era correcta sólo cuando se usaba mercurio. Desde finales del siglo XVIII el mercurio se utilizó ya casi sin excepción.

## Uso
La escala Réaumur fue utilizada ampliamente en Europa, particularmente en Francia, Alemania y Rusia. Aparece referenciada en los trabajos de Thomas Mann, Dostoyevsky, Flaubert, Tolstoy y Nabokov. Por ejemplo, al comienzo del «Libro X» de Los Hermanos Karamazov, el narrador dice, «Tenemos once grados de escarcha», ejemplo −11 °Ré, equivalente a −14 °C o 7 °F. Hacia la década de 1790, Francia había escogido la escala Celsius como parte del sistema métrico, más que la medida Réaumur, pero era utilizado comúnmente en algunas partes de Europa hasta al menos la mitad del siglo XIX, y en partes de Rusia hasta el principio del siglo XX. Mientras vivió en París George Orwell mencionó «traducir Réumur en Farenheit» en 1929. Su uso moderno principal es en algunas fábricas italianas y suizas para medir temperatura de la leche durante la producción de queso, y en los Países Bajos para medir temperatura cuando se cocina jarabe de azúcar para postres y dulces.